# Carmiesha Cox
Carmiesha Cox (sinh ngày 16 tháng 5 năm 1995) là một vận động viên chạy nước rút và vượt rào người Bahamas theo học Đại học Purdue. Cô là một phần của đội giành huy chương vàng Bahamian tại Giải vô địch điền kinh Pan American Junior năm 2011.